# Phoenix (Labelle)
Phoenix è il quinto album del gruppo musicale statunitense Labelle, pubblicato nel 1975 dalla Epic Records.
| Recensione       | Giudizio |
| ---------------- | -------- |
| AllMusic         | [ 1 ]    |
| Robert Christgau | C        |

## Tracce
Testi di Nona Hendryx eccetto dove indicato, musiche di Allen Toussaint.
Lato A
1. Phoenix (The Amazing Flight Of A Lone Star) – 6:17
2. Slow Burn – 3:32
3. Black Holes In The Sky – 3:21
4. Good Intentions – 3:57
5. Far As We Felt Like Goin' – 2:58 (Bob Crewe, Kenny Nolan)

Lato B
1. Messin' With My Mind – 4:36
2. Chances Go Round – 2:50 (E. Batts, J. Ellison, Nona Hendryx)
3. Cosmic Dancer – 5:49
4. Take The Night Off – 3:38
5. Action Time – 3:51 (Nona Hendryx, E. Batts, J. Ellison)

## Classifiche settimanali
| Classifica (1975) | Posizione massima |
| ----------------- | ----------------- |
| Stati Uniti       | 44                |
| US R&B Albums     | 10                |